# 先古典期
先古典期（せんこてんき、Preclassic Period (Stage,era)）は、メソアメリカ考古学上の時代区分で、オルメカ文明が繁栄した時代として知られる。その後期に当たる時期にエル・ミラドールやラマナイ、ナクベ、ヤシュナなどに巨大な建造物が築かれていることが判明してきたために、形成期（Formative Period (Stage))という用語に代えて、「古典期に先行する古典期」という意味合いで使われるようになった。
最近では、グアテマラ、ペテン県のサン・バルトロで、古典期同様のマヤ王権がすでに成立していたことを示す壁画が発見されて、マヤ王権の起源を考える上で重大な資料となっている。
アンデス文明や新大陸全体の時代区分では、「形成期」に相当する。概して紀元前2000年頃から紀元後300年の時期を指すが、紀元前後から紀元後300年頃を原古典期（Protoclassic Period (Stage,era))と位置づける研究者もいる。
メソアメリカの先古典期の土器は、オルメカのジャガーなどに関連する独特のシンボルが刻まれる一方で、中期段階（マモム期）になるとマヤ地域では表面にろうのような光沢(waxy)を持つ土器が生産流通した。またエルサルバドルからウスルタン式土器が現れるとそのネガティブ技法ないしレジスト・ペインティングや波線文様を模倣する土器も現れた。